# Micropsectra confundendus
Micropsectra confundendus е насекомо от разред Двукрили (Diptera), семейство Хирономидни (Chironomidae).